# Johann Wilhelm Schlemm
Johann Wilhelm Schlemm (geboren vor 1743 in Clausthal; gestorben 10. Dezember 1788) war ein deutscher Jurist, Münzwardein, Münzmeister und Münzdirektor an Clausthaler Münzstätte.

## Leben

### Familie
Schlemm war ein Sohn des Zehntners Schlemm und ist verwandt mit dem aus Sankt Andreasberg stammenden königlich-kurfürstlichen Kammerdiener Justus Ludwig Heinrich Schlemm (1725–1770), dessen Vater „mit dem Silberabbau und der Münzstätte Clausthal in Verbindung stand.“ Das Grabmal des Kammerdieners und dessen Ehefrau Chatharina Sophie Schlemm, geborene Höcker (1744–1794) wurde von den 10 Kindern des Ehepaares gestiftet und befindet sich heute auf dem Neustädter Friedhof in Hannover.

### Werdegang

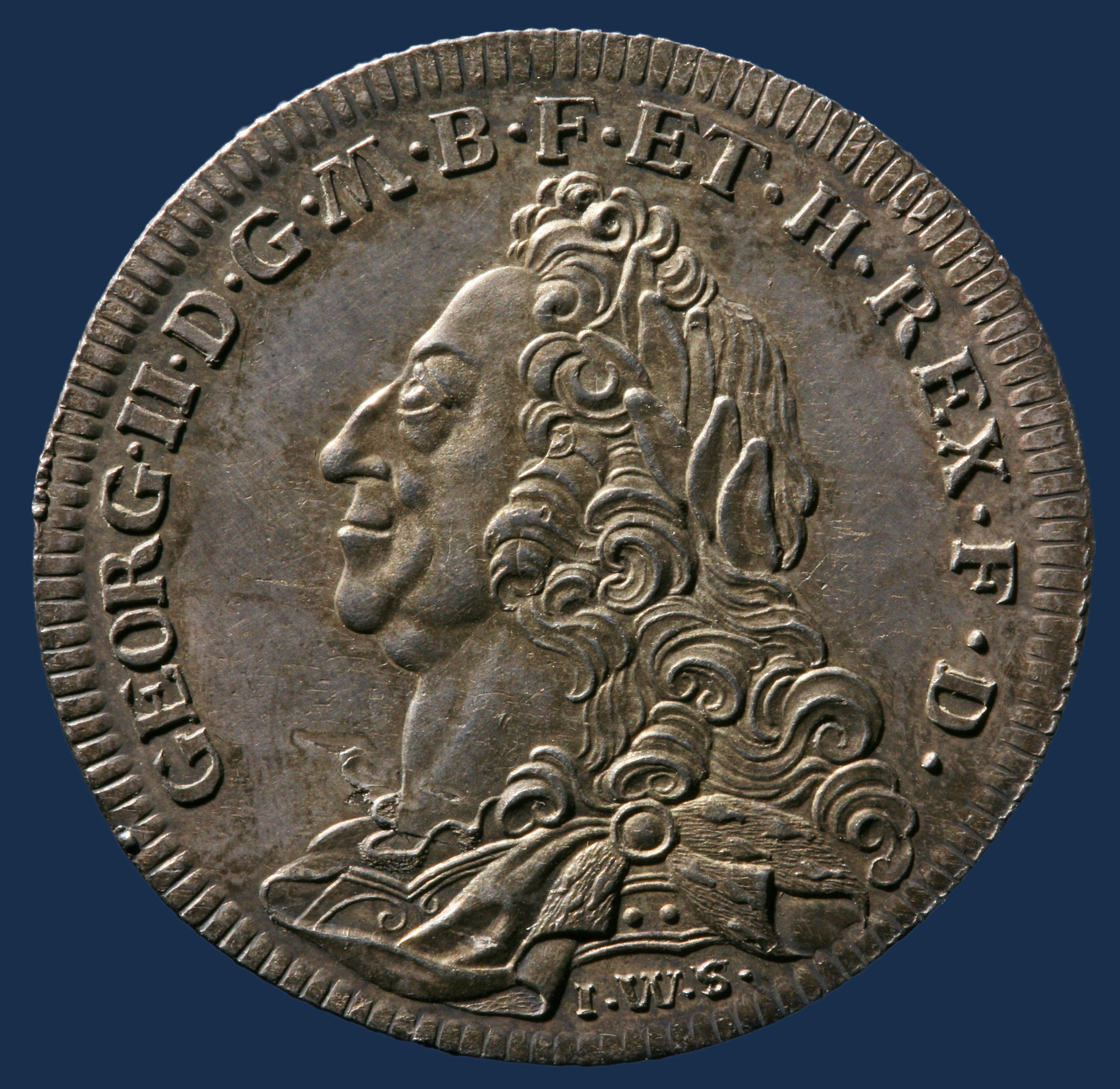
Zweidrittel-Taler (entsprechend 24 Mariengroschen) von 1754 aus der Münzstätte Clausthal: Porträt von Georg II., König von Großbritannien und Irland und Kurfürst von Braunschweig-Lüneburg und den Initialen I. W. S. des Münzmeisters;
Feinsilber, Ø 36–37 mm; Gewicht: 13,045 g; Sammlung Niedersächsisches Landesmuseum Hannover – Münzkabinett

Johann Wilhelm Schlemm studierte zur Zeit des Kurfürstentums Braunschweig-Lüneburg während der Personalunion zwischen Großbritannien und Hannover das Fach Rechtswissenschaften an der Universität Göttingen, an der er 1743 sein Jura-Examen bestand, als er am 13. April 1743 unter dem Vorsitz des Hofrates Tobias Jakob Reinharth seine juristische Abhandlung de eo quod iustum ... verteidigte.
Nachdem er als Auditor bei der Bergverwaltung Clausthal gearbeitet hatte, wurde er am 4. Februar 1745 zum Münz-Wardein ernannt. Ab 1751 war er an der Clausthaler Münze beschäftigt und übernahm im Folgejahr 1752 die Aufgaben des „Comisarius“ des Münzwesens zu Clausthal.
Zum 3. Februar 1753 wurde Schlemm zum Münzmeister in Clausthal berufen und wirkte in dieser Funktion – ab 1780 mit dem Titel eines Münz-Direktors – bis zu seinem Todestag am 10. Dezember 1788.

## Werke

### Schriften
- Bey der Dieterich- und Schlemmischen Verbindung welche den 1sten Junius 1741. in Harste vergnügt vollzogen wurde sollten durch nachgesetzte Ode ihren Glückwunsch gehorsamst abstatten der Jungfer Braut ergebenste Diener und Vettern Johann Wilhelm und Heinrich Just Ludewig Schlemm der Rechten Beflissene, Goettingen: gedruckt bey Abram Vandenhoeck Universitäts Buchdrucker., 1741; Digitalisat der Staats- und Universitätsbibliothek Göttingen
- Dissertatio de jure platearum Brunsvico-Luneburgico, quam ... d. 15. nov. ... 1741 ... praeside Christ. Friderico Georgio Meister ... defendet auctor ... Johannes Guilielmus Schlemm, Gottingae: Apud A. Vandenhoeck, [1741]
- de eo quod iustum est circa exheredationem bona mente, eiusue usum hodiernum, Abhandlung 1743 an der Universität Göttingen, 1743[2]

### Münzprägungen (Auswahl)
- Fortuna Variabilis Aequitas, „Jeton-Devise“ um eine Glücksgöttin[5]